# Veľké Kršteňany
Veľké Kršteňany (deutsch Großkresten, ungarisch Nagykeresnye – bis 1892 Nagykrstyene) ist eine Gemeinde in der West-Mitte der Slowakei mit 574 Einwohnern (Stand 31. Dezember 2024), die zum Okres Partizánske, einem Teil des Trenčiansky kraj, gehört.

## Geographie

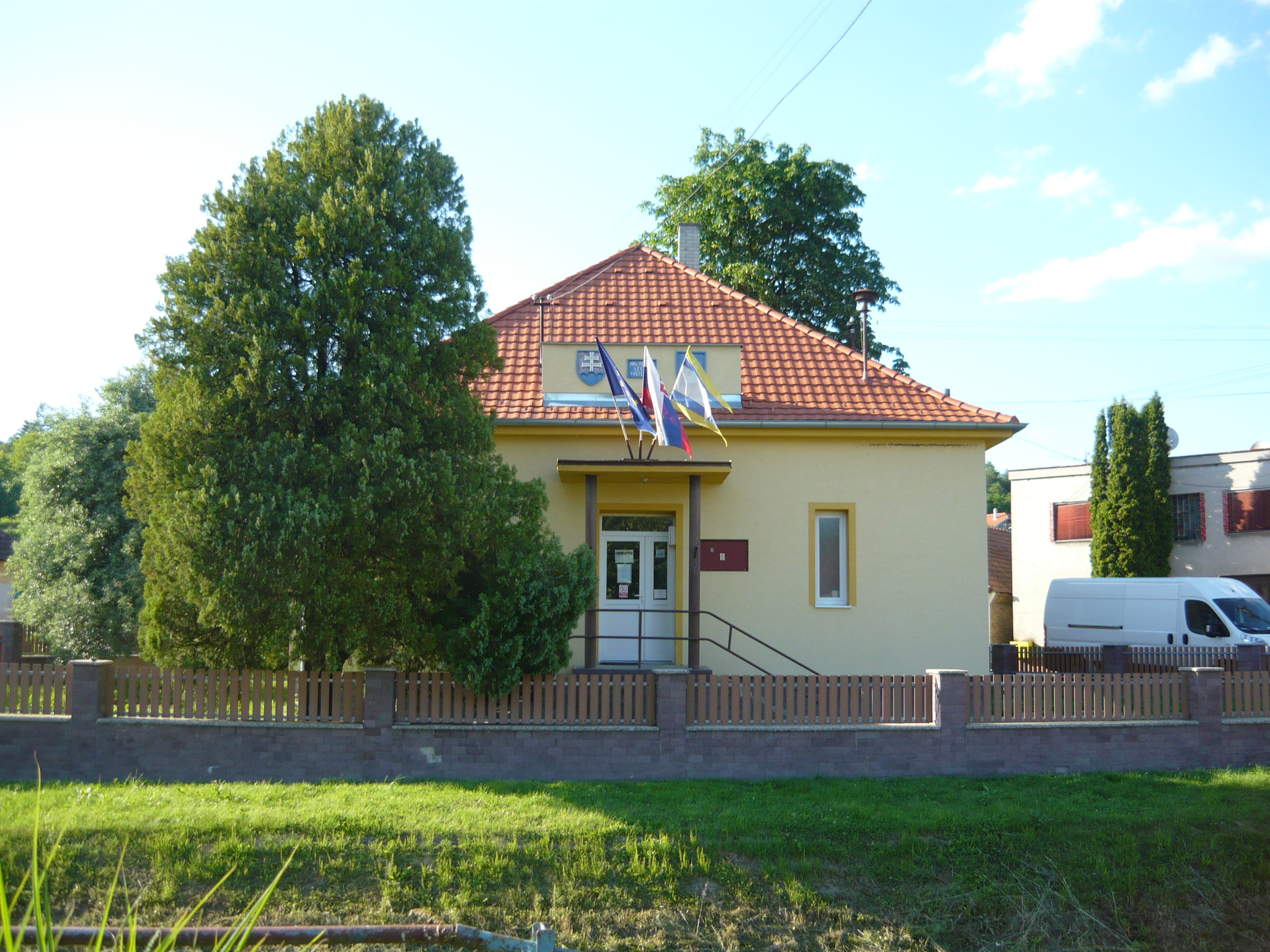
Gemeindeamt von Veľké Kršteňany

Die Gemeinde befindet sich am Treffpunkt eines südlichen Ausläufers des Gebirges Strážovské vrchy mit dem Hügelland Nitrianska pahorkatina, am Kršteniansky potok, eines Zuflusses der Nitrica im Einzugsgebiet der Nitra. Das Ortszentrum liegt auf einer Höhe von 215 m n.m. und ist vier Kilometer von Partizánske entfernt.
Nachbargemeinden sind Nitrica im Norden, Bystričany im Osten, Malé Kršteňany im Süden, Partizánske im Südwesten und Westen und Skačany im Nordwesten.

## Geschichte

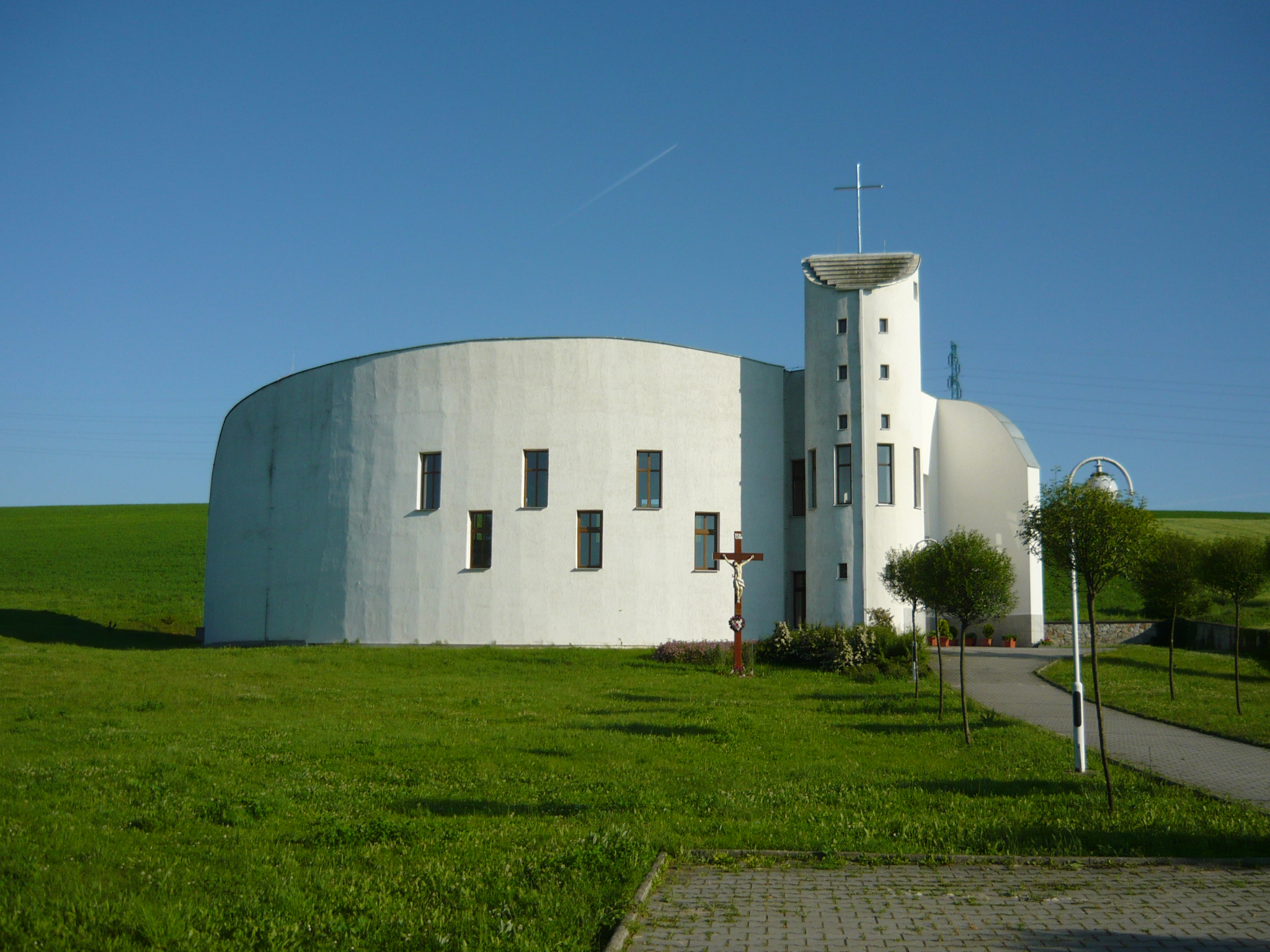
Moderne Kirche im Ort

Das Gemeindegebiet von Veľké Kršteňany wurde nachweislich in der Jungsteinzeit besiedelt. Der heutige Ort wurde zum ersten Mal 1271 zusammen mit Malé Kršteňany als utraque Keressnia schriftlich erwähnt und war im Besitz des Neutraer Bistums, später gehörte das Dorf unter anderem den Familien Osztrosich, Forgách, Hunyady, Simon, dem Neutraer Kapitel sowie dem Tyrnauer Seminar. 1536 gab es 12 Porta, 1601 standen 47 Häuser im Ort, 1720 wohnten 21 Steuerpflichtige hier und es gab eine Gaststätte, 1828 zählte man 48 Häuser und 311 Einwohner, die als Landwirte beschäftigt waren.
Bis 1918 gehörte der im Komitat Bars liegende Ort zum Königreich Ungarn und kam danach zur Tschechoslowakei beziehungsweise heute Slowakei.

## Bevölkerung
| Jahr                | 1994 | 2004    | 2014    | 2024    |
| ------------------- | ---- | ------- | ------- | ------- |
| Anzahl der Personen | 595  | 621     | 607     | 574     |
| Unterschied         |      | +4,36 % | −2,25 % | −5,43 % |

| Jahr                | 2023 | 2024    |
| ------------------- | ---- | ------- |
| Anzahl der Personen | 592  | 574     |
| Unterschied         |      | −3,04 % |

Gemäß der Volkszählung 2011 wohnten in Veľké Kršteňany 629 Einwohner, davon 556 Slowaken, neun Roma, sowie jeweils ein Mährer und Ukrainer. 62 Einwohner machten keine Angabe zur Ethnie.
505 Einwohner bekannten sich zur römisch-katholischen Kirche, zwei Einwohner zur griechisch-katholischen Kirche, ein Einwohner zur Bahai-Religion und ein Einwohner zu einer anderen Konfession. 14 Einwohner waren konfessionslos und bei 106 Einwohnern wurde die Konfession nicht ermittelt.